# Muntele Bandai
Muntele Bandai (磐梯山 Bandai-san?), de asemenea cunoscut și ca Aizu-Bandai-san (会津磐梯山?), Aizu-Fuji (会津富士?), și Aizu-ne (会津嶺?), este un stratovulcan de pe Insula Honshū, Prefectura Fukushima, Japonia.

## Geografia
Muntele Bandai este vulcanul cu cea mai mare înălțime a norului de erupție (peste 6000 m).

## Istoria
Într-o erupție majoră din 15 iulie 1888 ,  partea de nord și est a calderei sale s-a prăbușit într-o alunecare de teren masivă, formând două lacuri, Hibara-ko și Onogawa-ko, precum și mai multe lacuri minore numite Goshiki-numa, sau Cinci Lacuri colorate. Erupția a durat doar două ore.
Lacurile formate de acest cataclism au devenit cunoscute ca Urabandai sau Bandai-kōgen, și au devenit o destinație turistică populară.

## Escaladarea Muntelui Bandai
Există șase rute majore până la Muntele Bandai. 
- Inawashiro Tozankō (猪苗代登山口)
- Okinajima Tozankō (翁島登山口)
- Hapōdai Tozankō (八方台登山口)
- Urabandai Tozankō (裏磐梯登山口)
- Kawakami Tozankō (川上登山口)
- Shibutani Tozankō (渋谷登山口)

## Galerie de imagini

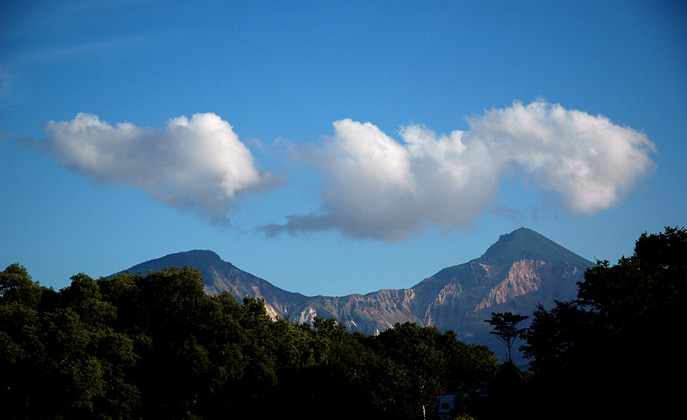
Muntele Bandai la răsărit de soare
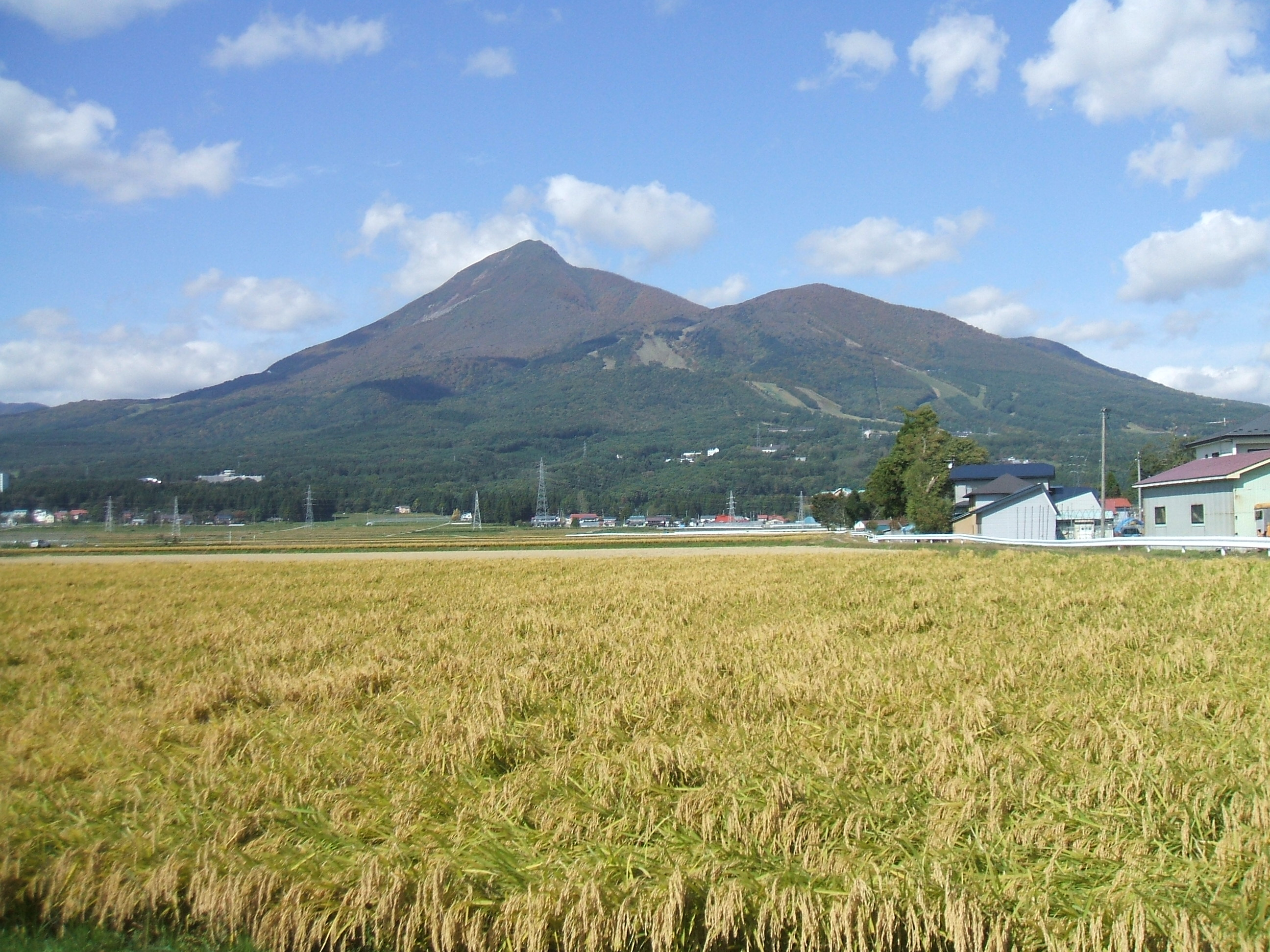
Muntele Bandai, toamna
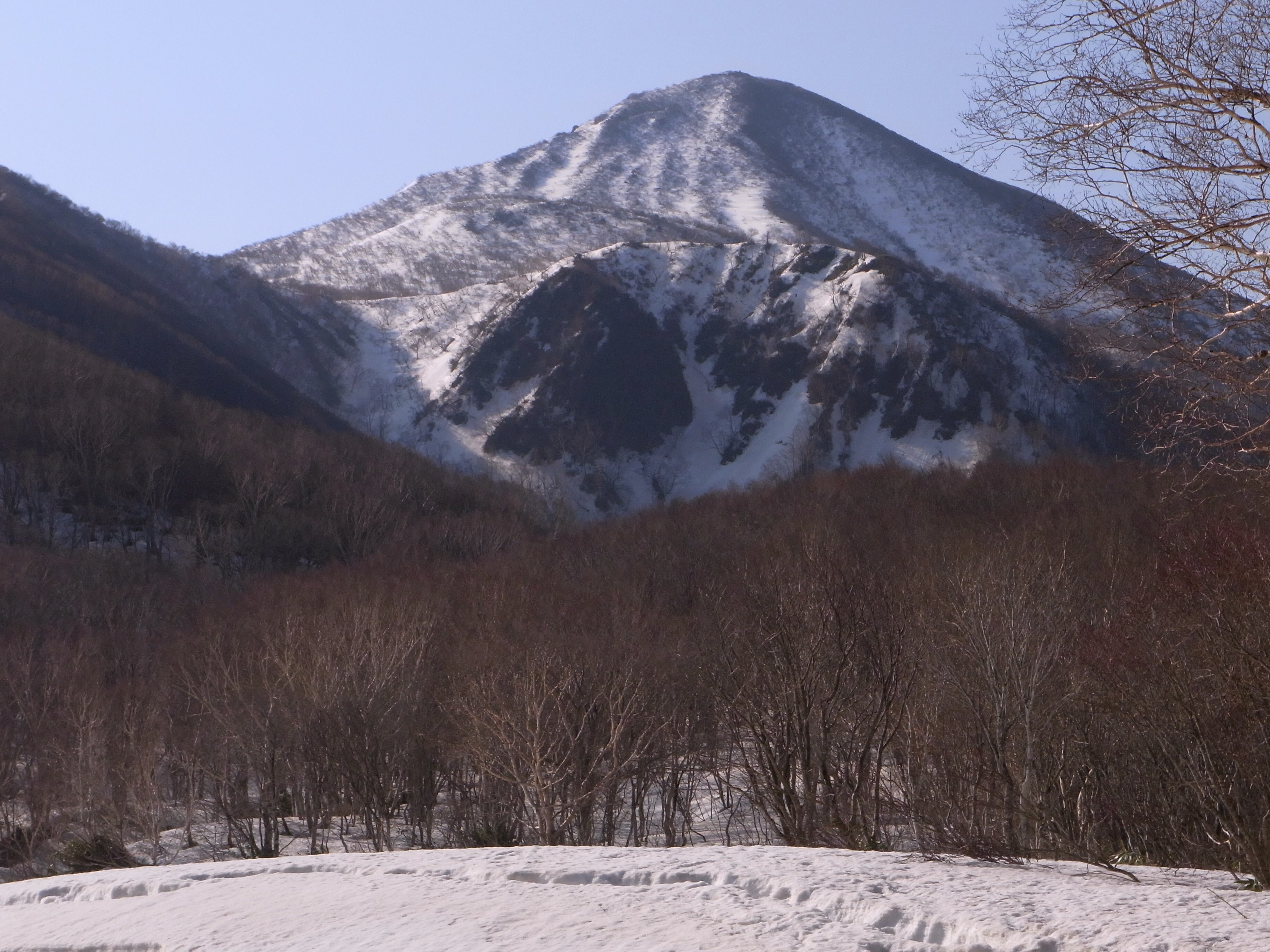
Muntele Bandai
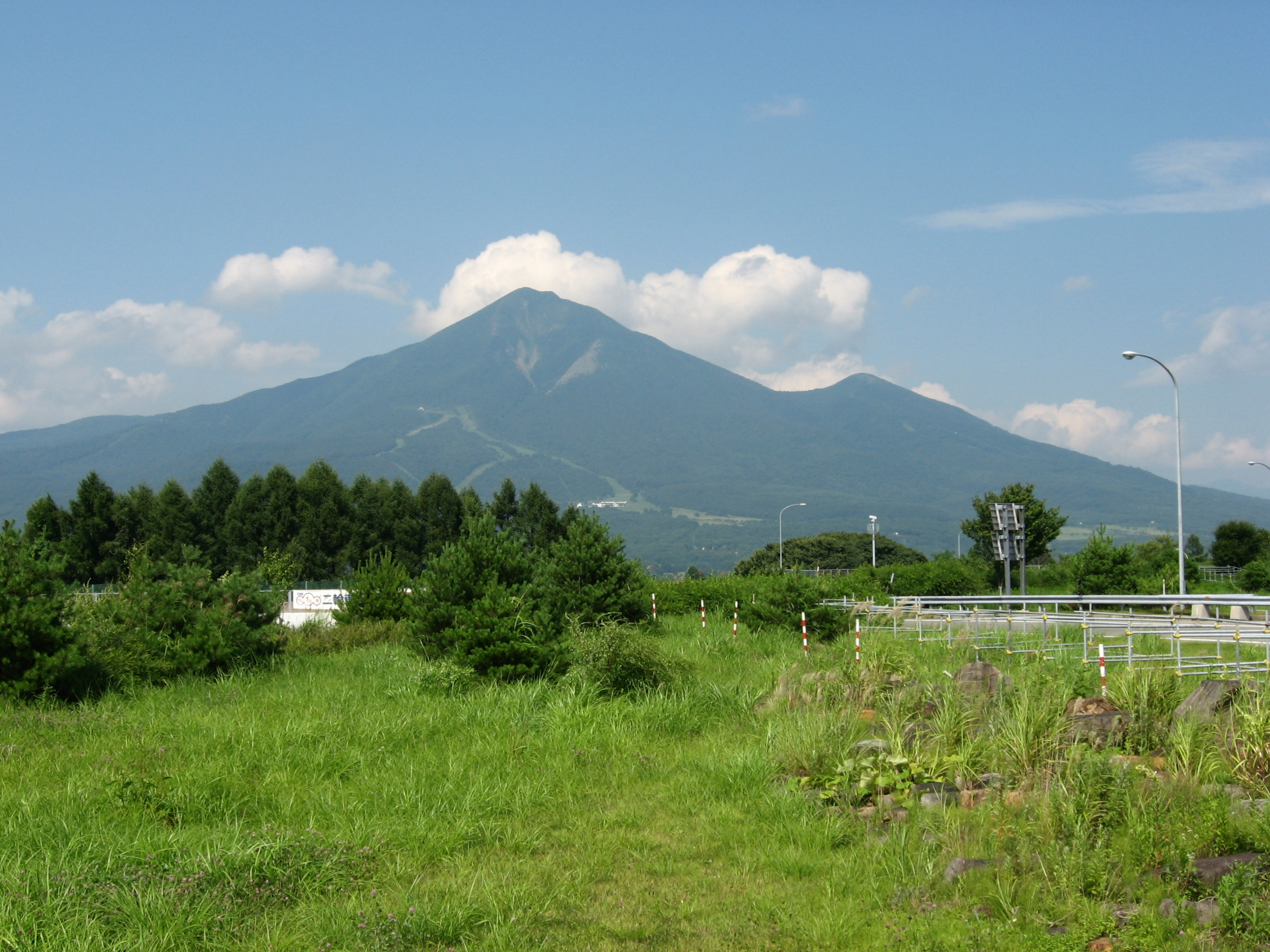
Muntele Bandai
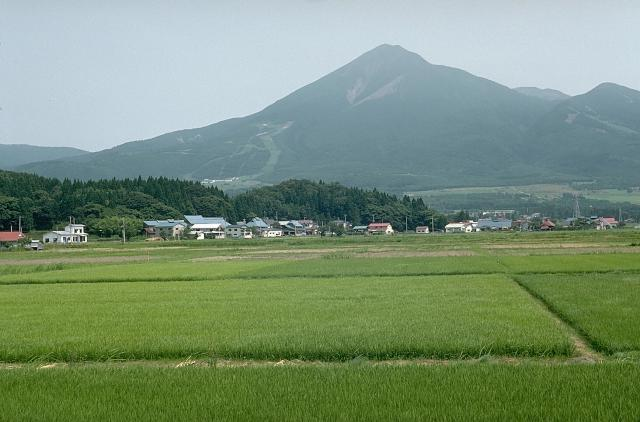
Muntele Bandai
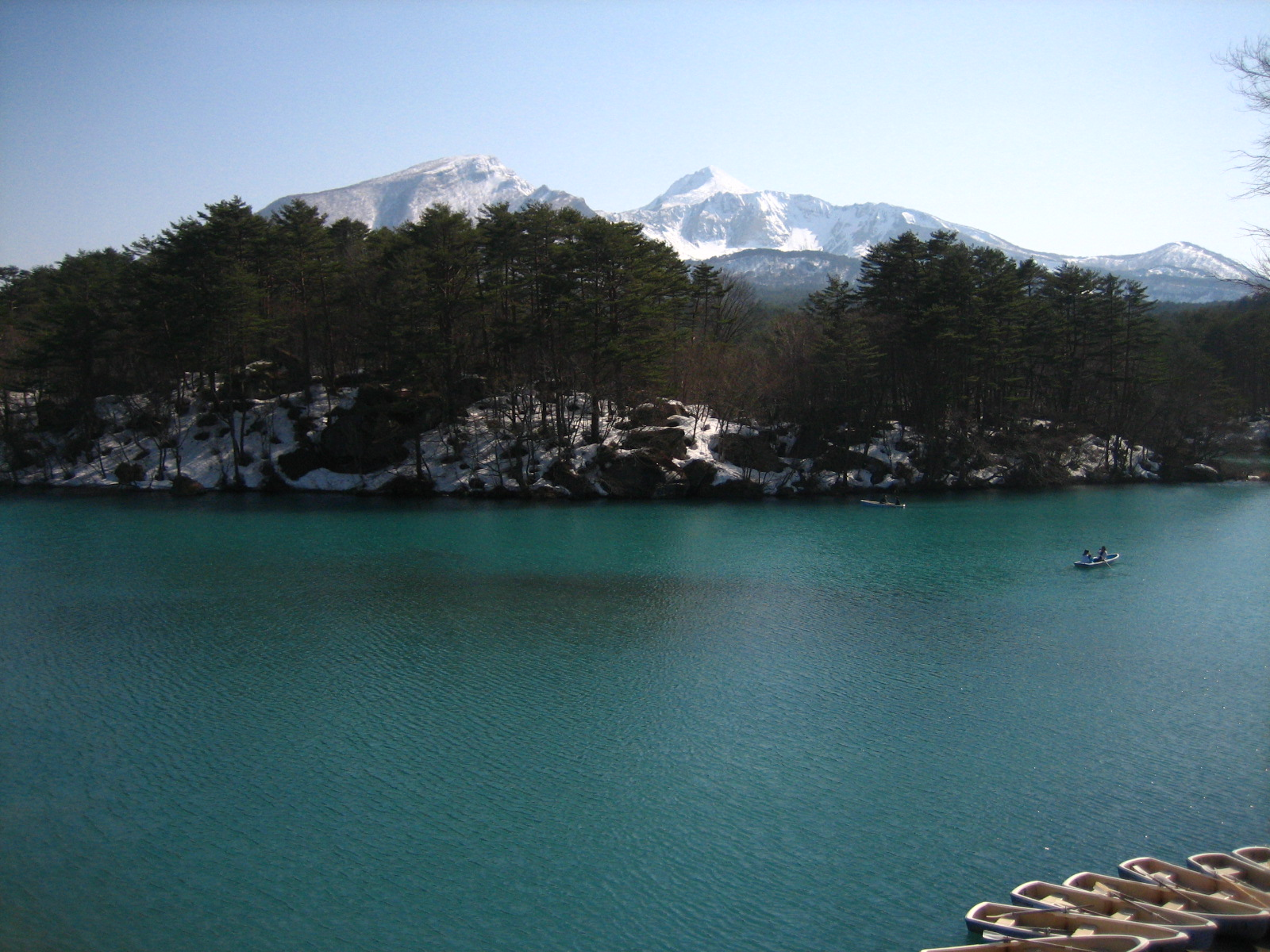
Muntele Bandai
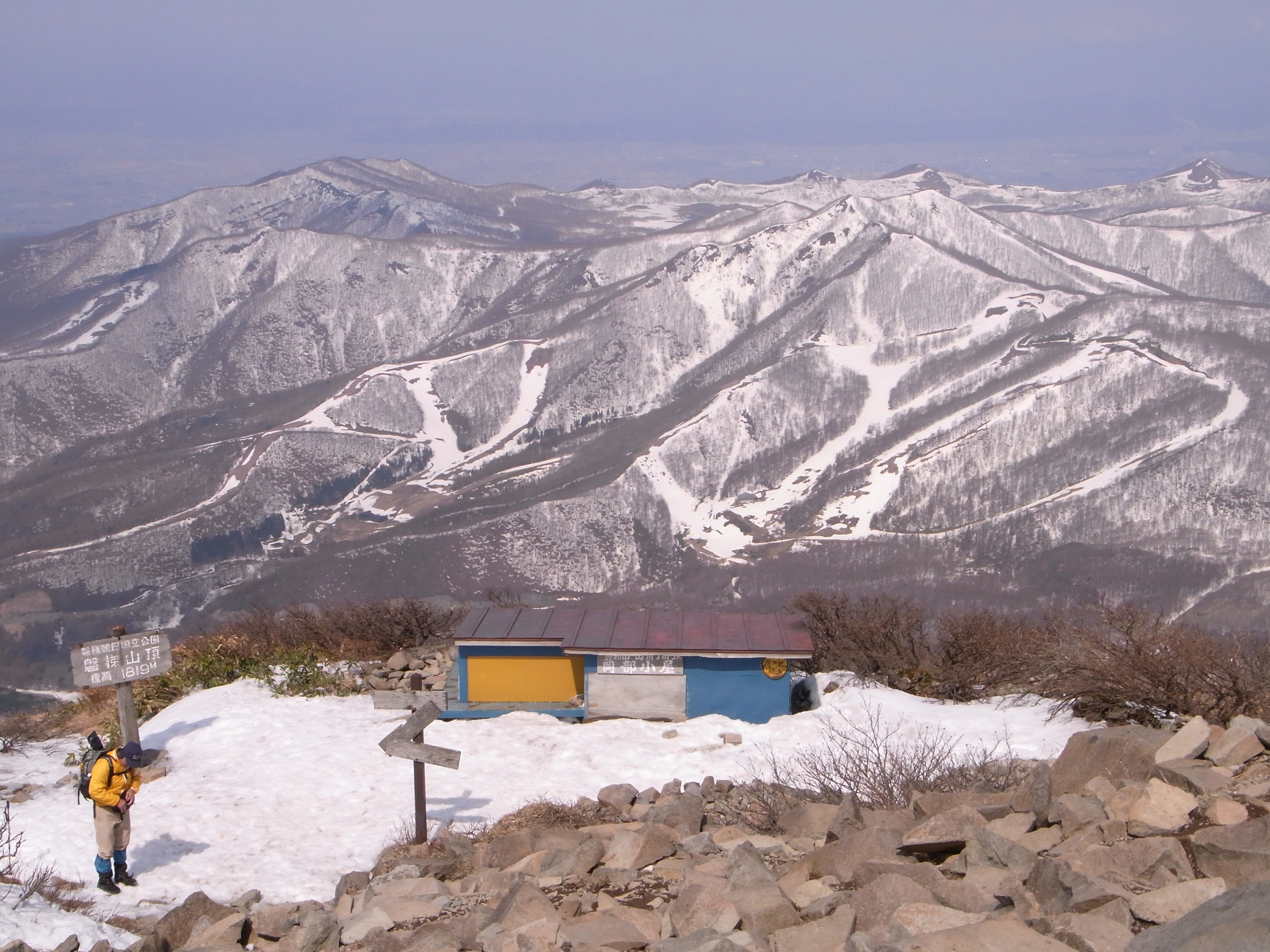
Muntele Bandai